# 1916
1916 (MCMVI) je bilo prestopno leto, ki se je po gregorijanskem koledarju začelo na soboto.

## Dogodki
- 1. januar - prva transfuzija shranjene in ohlajene krvi, opravi jo Royal Army Medical Corps, zasluga gre tudi Oswaldu Robertsonu, ki je pionir na področju shranjevanja krvi
- 29. januar - nemški cepelini prvič bombardirajo Pariz.
- 11. februar - Emma Goldman je aretirana zaradi svojih predavanj o nadzoru rojstev.
- 18. februar - prvo letalsko bombardiranje Ljubljane, trije italijanski bombniki odvržejo več bomb, pri cukrarni je ubit deček in nekaj konj.
- 21. februar - pričetek bitke pri Verdunu.
- 21. maj - Združeno kraljestvo prične uporabljati poletni čas.
- 31. maj – 1. junij - bitka pri Jutlandiji, največja pomorska bitka prve svetovne vojne, se konča z neodločenim izidom.
- 1. julij – 18. november - bitka na Somi, ena najbolj krvavih vojaških operacij prve svetovne vojne, v kateri umre več kot milijon vojakov.
- 7. avgust - Portugalska vstopi v prvo svetovno vojno na strani zaveznikov.
- 9. avgust - italijanska vojska zasede Gorico.
- 7. november - Jeannette Rankin postane prva ženska članica ameriškega kongresa.
- 21. november - bolniška ladja HMHS Britannic v kanalu Kea zadene morsko mino in uro pozneje potone, umre 30 ljudi.
- 23. november - Centralne sile zavzamejo Bukarešto.
- 12. december - snežni plaz v Dolomitih pokoplje 18.000 avstrijskih in italijanskih vojakov.

## Rojstva
- 30. april - Claude Elwood Shannon, ameriški matematik († 2001)
- 6. maj - Robert Henry Dicke, ameriški fizik, astrofizik, kozmolog († 1997)
- 11. maj - Camilo José Cela Trulock, španski pisatelj, nobelovec († 2002)
- 8. junij - Francis Crick, britanski molekularni biolog, fizik in nevrobiolog, nobelovec († 2004)
- 14. junij - Georg Henrik von Wright, finski filozof in logik († 2003)
- 21. junij - Herbert Friedman, ameriški fizik († 2000)
- 1. julij - Olivia de Havilland, ameriška filmska igralka († 2020)
- 24. julij - Morris Weitz, ameriški filozof, estetik († 1981)
- 28. avgust - Charles Wright Mills, ameriški sociolog († 1962)
- 23. september - Aldo Moro, italijanski politik († 1978)
- 4. oktober - Vitalij Lazarevič Ginzburg, ruski fizik, astrofizik, nobelovec († 2009)
- 19. oktober - Jean Dausset, francoski zdravnik imunolog, nobelovec († 2009)
- 5. december - Hilary Koprowski, poljsko-ameriški imunolog in virolog († 2013)
- 7. december - Katarina Vasiljevna Budanova, ruska častnica in vojaška pilotka († 1943)
- 9. december - Kirk Douglas, ameriški filmski igralec judovskega rodu († 2020)

## Smrti
- 13. januar - Victoriano Huerta, mehiški general, v letih 1913-1914 predsednik Mehike (* 1854)
- 25. januar - Jožef Baša Miroslav, slovenski pesnik in novinar na Madžarskem (* 1894)
- 12. februar - Richard Dedekind, nemški matematik in logik (* 1831)
- 19. februar - Ernst Mach, avstrijski fizik in filozof (* 1838)
- 11. maj - Johann Baptist Joseph Maximilian Reger, nemški skladatelj (* 1873)
- 16. julij - Ilja Iljič Mečnikov, ruski mikrobiolog (* 1845)
- 23. julij - sir William Ramsay, škotski kemik, nobelovec (* 1852)
- 29. avgust - Johan Oskar Backlund, švedsko-ruski astronom (* 1846)
- 14. september - Josiah Royce, ameriški filozof (* 1855)
- 14. september - Pierre Maurice Marie Duhem, francoski fizik in filozof (* 1861)
- 28. oktober - Cleveland Abbe, ameriški meteorolog, astronom (* 1838)
- 12. november - Percival Lowell, ameriški astronom (* 1855)
- 2. december - Fran Levec, slovenski literarni zgodovinar, kritik in urednik (* 1846)
- 6. december - Friedrich Ernst Dorn, nemški fizik (* 1848)

## Nobelove nagrade
- Fizika - ni bila podeljena
- Kemija - ni bila podeljena
- Fiziologija ali medicina - ni bila podeljena
- Književnost - Carl Gustaf Verner von Heidenstam
- Mir - ni bila podeljena